# Babymetal World Tour 2014
Babymetal World Tour 2014, estilizado como BABYMETAL WORLD TOUR 2014, é a primeira turnê mundial realizada pelo grupo japonês de kawaii metal Babymetal, em suporte de seu álbum de estreia. A turnê iniciou no dia 1 de julho e encerrou no dia 14 de setembro de 2014, com um total de 10 concertos pela Europa, América do Norte e Ásia.

## Antecedentes
Em 1 e 2 de março de 2014, o grupo realizou dois concertos na arena Nippon Budokan em Tóquio, Japão. No fim do segundo concerto, foi anunciado que o grupo realizaria uma turnê pela Europa entre junho e julho de 2014.
Em 8 de abril, o site oficial do Sonisphere Festival UK publicou anunciando a presença do grupo no festival para o dia 6 de julho de 2014 no Bohemia stage, menor palco do festival.
Em 7 de maio Babymetal anunciou apresentações na França, Alemanha, Japão e mais uma no Reino Unido. O grupo também anunciou a mudança na data da apresentação no Sonisphere Festival UK, passando do dia 6 de julho para o dia 5 de julho; saindo do Bohemia stage para o Apollo stage, palco principal do festival.
Em 24 de maio foi anunciado que o grupo iria se apresentar no Canadá, no festival Heavy Montréal, no dia 9 de agosto de 2014.
No dia 24 de maio Babymetal anunciou duas apresentações no festival Summer Sonic 2014 para os dias 16 e 17 de agosto em Tóquio e Osaka, no Mountain Stage em ambas as apresentações.
Em 13 de junho foi anunciado que os concertos na França e Alemanha (dias 1 e 3 de julho) seriam os concertos em comemoração aos aniversários de Yuimetal e Moametal.
Em 17 de junho foi anunciado o primeiro concerto nos Estados Unidos, datado para 27 de julho em Los Angeles.
Após os ingressos para o concerto do dia 14 de setembro, no Japão, esgotarem, o grupo anunciou um concerto adicional para o dia 13 de setembro, no mesmo local.

## Babymetal Back to the USA / UK Tour 2014
Babymetal Back to the USA / UK Tour 2014, estilizado como BABYMETAL BACK TO THE USA / UK TOUR 2014, é uma turnê realizada pelo grupo japonês de kawaii metal Babymetal, servindo como encore para a Babymetal World Tour 2014. A turnê foi iniciada no dia 4 de novembro de 2014 em Nova Iorque, Estados Unidos, e encerrada no dia 8 de novembro de 2014 em Londres, Reino Unido. A turnê é composta por dois concertos adicionais para a Babymetal World Tour 2014, que serviram como uma turnê autônoma. No concerto realizado em Londres, o grupo estreou uma nova canção, intitulada "Road of Resistance", que contém a participação de Sam Totman e Herman Li, integrantes da banda inglesa DragonForce, como guitarristas convidados.

## Repertório
O repertório da turnê foi composto pela mesma ordem de canções em todos os concertos.
Concertos solo
1. "Babymetal Death"
2. "Iine!"
3. "Uki Uki Midnight"
4. "Akumu no Rinbukyoku"
5. "Onedari Daisakusen"
6. "Catch me if you can"
7. "Akatsuki"
8. "4 no Uta"
9. "Megitsune"
10. "Doki Doki Morning"
11. "Gimme Chocolate!!"
-Encore-
12. "Head Bangya!!"
13. "Ijime, Dame, Zettai"

Concertos em festivais
- Sonisphere Festival UK[23]

1. "Babymetal Death"
2. "Gimme Chocolate!!"
3. "Catch me if you can"
4. "Megitsune"
5. "Ijime, Dame, Zettai"

- Summer Sonic 2014[24]

1. "Babymetal Death"
2. "Gimme Chocolate!!"
3. "Catch me if you can"
4. "Megitsune"
5. "Head Bangya!!"
6. "Doki Doki Morning"
7. "Ijime, Dame, Zettai"

Notas
- No concerto de 1 de julho, Yuimetal liderou os vocais na canção "Head Bangya!!" em uma versão intitulada "Head Bangya!! (Yuimetal vocal ver.)"[25]
- No concerto de 3 de julho, Moametal liderou os vocais na canção "Head Bangya!!" em uma versão intitulada "Head Bangya!! (Moametal vocal ver.)"
- Nos dois últimos concertos da turne, a canção "Kimi to Anime ga Mitai~Answer for Animation With You" foi apresentada.[26][27]

## Datas
| Data                                     | Cidade      | País           | Local                             | Detalhes |
| ---------------------------------------- | ----------- | -------------- | --------------------------------- | --- |
| Babymetal World Tour 2014                |             |                |                                   | |
| Europa                                   |             |                |                                   | |
| 1 de julho de 2014                       | Paris       | França         | La Cigale                         | Legend "Y" - Yuimetal's 15th Birthday Celebration -; Concerto em comemoração ao aniversário de Yuimetal |
| 3 de julho de 2014                       | Colônia     | Alemanha       | Live Music Hall                   | Legend "M" - Moametal's 15th Birthday Celebration -; Concerto em comemoração ao aniversário de Moametal |
| 5 de julho de 2014                       | Knebworth   | Reino Unido    | Hertfordshire Knebworth Park      | Festival Sonisphere Festival UK; Palco Apollo stage |
| 7 de julho de 2014                       | Londres     | Reino Unido    | The Forum                         | O concerto, originalmente, seria realizado no Electric Ballroom, porém foi movido para o The Forum devido a demanda de ingressos; O concerto foi transmitido ao vivo para o Zepp Tokyo, no Japão, e para os cinemas Vie Show, em Taiwan. O acesso às transmissões foi dado via ingresso, como em um concerto comum |
| América do Norte                         |             |                |                                   | |
| 27 de julho de 2014                      | Los Angeles | Estados Unidos | The Fonda Theatre                 | — |
| 9 de agosto de 2014                      | Montreal    | Canadá         | Parc Jean-Drapeau                 | Festival Heavy Monttéal; Palco Heavy stage |
| Ásia                                     |             |                |                                   | |
| 16 de agosto de 2014                     | Tóquio      | Japão          | QVC Marine Field & Makuhari Messe | Festival Summer Sonic 2014; Palco Mountain Stage |
| 17 de agosto de 2014                     | Osaka       | Japão          | Maishima Arena                    | Festival Summer Sonic 2014; Palco Mountain Stage |
| 13 de setembro de 2014                   | Chiba       | Japão          | Makuhari Messe                    | — |
| 14 de setembro de 2014                   | Chiba       | Japão          | Makuhari Messe                    | — |
| Babymetal Back to the USA / UK Tour 2014 |             |                |                                   | |
| 4 de novembro de 2014                    | Nova Iorque | Estados Unidos | Hammerstein Ballroom              | — |
| 8 de novembro de 2014                    | Londres     | Reino Unido    | O2 Academy Brixton                | — |

## Pessoal

### Babymetal
- Su-metal - Vocal, Dança
- Yuimetal - Screams, Dança
- Moametal - Screams, Dança

### Kami-Band
- Takayoshi Ohmura - Guitarra
- Leda Cygnus - Guitarra
- Mikio Fujioka - Guitarra
- BOH - Baixo
- Hideki Aoyama - Bateria
- Yuya Maeta - Bateria